# Níkopol
Níkopol (en ucraniano: Нікополь) es una ciudad ucraniana perteneciente al óblast de Dnipropetrovsk. Situada en el centro del país, es el centro del raión de Níkopol y del municipio (hromada) homónimo.La ciudad es una de las más grandes de la región, y cuenta con la planta de Ferroaleaciones de Níkopol, la mayor de Europa y la segunda del mundo en producción de ferromanganeso (FeMn) y ferrosilicomanganeso (FeSiMn).

## Toponimia
El nombre de la ciudad en ruso también es Níkopol (en ruso: Никополь), con origen en la palabra griega Níkopol (en griego antiguo: Νικόπολις, lit. 'ciudad de la victoria').

## Geografía
Níkopol está situada a orillas del río Dniéper, a unos 63 km al sureste de Krivói Rog, 48 km al suroeste de Zaporiyia y 100 kilómetros al suroeste de Dnipró.  

### Clima
| Parámetros climáticos promedio de Níkopol (1981-2010) | Parámetros climáticos promedio de Níkopol (1981-2010) | Parámetros climáticos promedio de Níkopol (1981-2010) | Parámetros climáticos promedio de Níkopol (1981-2010) | Parámetros climáticos promedio de Níkopol (1981-2010) | Parámetros climáticos promedio de Níkopol (1981-2010) | Parámetros climáticos promedio de Níkopol (1981-2010) | Parámetros climáticos promedio de Níkopol (1981-2010) | Parámetros climáticos promedio de Níkopol (1981-2010) | Parámetros climáticos promedio de Níkopol (1981-2010) | Parámetros climáticos promedio de Níkopol (1981-2010) | Parámetros climáticos promedio de Níkopol (1981-2010) | Parámetros climáticos promedio de Níkopol (1981-2010) | Parámetros climáticos promedio de Níkopol (1981-2010) |
| Mes                                                   | Ene.                                                  | Feb.                                                  | Mar.                                                  | Abr.                                                  | May.                                                  | Jun.                                                  | Jul.                                                  | Ago.                                                  | Sep.                                                  | Oct.                                                  | Nov.                                                  | Dic.                                                  | Anual                                                 |
| ----------------------------------------------------- | ----------------------------------------------------- | ----------------------------------------------------- | ----------------------------------------------------- | ----------------------------------------------------- | ----------------------------------------------------- | ----------------------------------------------------- | ----------------------------------------------------- | ----------------------------------------------------- | ----------------------------------------------------- | ----------------------------------------------------- | ----------------------------------------------------- | ----------------------------------------------------- | ----------------------------------------------------- |
| Temp. máx. media (°C)                                 | 0.3                                                   | 1.0                                                   | 6.6                                                   | 15.3                                                  | 22.2                                                  | 25.9                                                  | 28.6                                                  | 28.1                                                  | 22.0                                                  | 14.7                                                  | 6.4                                                   | 1.5                                                   | 14.4                                                  |
| Temp. media (°C)                                      | -2.4                                                  | -2.2                                                  | 2.6                                                   | 10.2                                                  | 16.5                                                  | 20.4                                                  | 22.8                                                  | 22.1                                                  | 16.4                                                  | 10.0                                                  | 3.4                                                   | -1.0                                                  | 9.9                                                   |
| Temp. mín. media (°C)                                 | -4.8                                                  | -4.8                                                  | -0.5                                                  | 5.7                                                   | 11.0                                                  | 15.1                                                  | 17.1                                                  | 16.1                                                  | 11.4                                                  | 6.0                                                   | 0.8                                                   | -3.3                                                  | 5.8                                                   |
| Precipitación total (mm)                              | 35.4                                                  | 35.1                                                  | 33.1                                                  | 36.9                                                  | 39.4                                                  | 56.3                                                  | 40.4                                                  | 32.1                                                  | 38.6                                                  | 33.5                                                  | 42.0                                                  | 39.7                                                  | 462.5                                                 |
| Días de precipitaciones (≥ 1.0 mm)                    | 7.7                                                   | 6.2                                                   | 6.8                                                   | 6.2                                                   | 6.3                                                   | 7.1                                                   | 5.4                                                   | 3.9                                                   | 5.1                                                   | 4.7                                                   | 6.5                                                   | 7.0                                                   | 72.9                                                  |
| Humedad relativa (%)                                  | 84.3                                                  | 81.4                                                  | 77.1                                                  | 67.1                                                  | 62.8                                                  | 65.3                                                  | 62.0                                                  | 60.2                                                  | 67.7                                                  | 75.2                                                  | 84.1                                                  | 84.7                                                  | 72.7                                                  |
| Fuente: World Meteorological Organization             |                                                       |                                                       |                                                       |                                                       |                                                       |                                                       |                                                       |                                                       |                                                       |                                                       |                                                       |                                                       |                                                       |

## Historia
Según las excavaciones arqueológicas, el área de la ciudad estuvo poblada ya en el Neolítico, en el IV milenio a. C., como lo demuestran los restos de un asentamiento descubierto en las orillas del río Mala Kamianka. En túmulos funerarios de la Edad del Cobre y Bronce del III-I milenio a. C. se encontraron herramientas de piedra y bronce, así como platos ornamentales de arcilla con fondo afilado. También se encontraron entierros del período escita-sármata, entre el siglo II a. C. y el siglo II d. C..
A principios del siglo XVI, en el lugar de la actual Níkopol, apareció un río que cruzaba el Dniéper, controlado por los cosacos, llamado Mykytyn Rig (en ucraniano: Микитин Ріг, lit. 'cuerno de Mykyta'). Según una leyenda popular, fue fundado por un cosaco llamado Mykyta Tsyhan. Con el mismo nombre, el cruce se menciona en el diario de Erich Lassota von Steblau (enviado del Sacro Imperio Romano Germánico), que visitó el Sich de Zaporiyia en 1594. En 1638-1639, los cosacos liderados por Fedir Liutay construyeron un fuerte que recibió el nombre de Sich de Mykýtyne (uk). La antigua Sich, o campamento fortificado de los Cosacos de Zaporiyia, brillantemente descrito en la novela Tarás Bulba (1834) de Nikolái Gógol, estaba situado un poco más arriba del río. En 1652, debido al conflicto con el hetmán del Hetmanato cosaco, el Otamán del Kosh trasladó la sede administrativa a Chortomlik.
En 1648, en las proximidades de la actual Níkopol, se construyó la Sich de Mykýtyne y es conocido por ser el lugar en el que Bogdán Jmelnitski fue elegido hetman de Ucrania y por ser el lugar donde comenzó el rebelión de Jmelnitski contra la República de las Dos Naciones. Mykýtyne era una ciudad del palanka de Kodak, una división administrativa del Sich de Zaporiyia. Más tarde pasó a llamarse Slóvianske y luego Níkopol.
En el siglo XVIII, Grigori Potiomkin ordenó la construcción de una fortaleza imperial rusa en Sloviansk pero finalmente el proyecto fue descartado. Poco después de la liquidación del Sich de Zaporiyia en 1782, el asentamiento pasó a llamarse Níkopol.
Durante la Segunda Guerra Mundial, Níkopol estuvo ocupada por el ejército alemán hasta el 18 de febrero de 1944. Albert Speer se refirió a ella como el "centro de extracción de manganeso" y, por lo tanto, de vital importancia para el esfuerzo bélico alemán.
La política soviética de industrialización desarrolló el embalse de Kajovka en 1956, sumergiendo las tierras de la antigua hueste de Zaporiyia, con sus lugares de enterramiento.
Hasta el 18 de julio de 2020, Níkopol sirvió como ciudad de importancia regional. El estatus fue abolido en julio de 2020 como parte de la reforma administrativa de Ucrania, que redujo el número de raiones del óblast de Dnipropetrovsk a siete. La ciudad se fusionó con el raión de Níkopol.

## Demografía
La aglomeración de Níkopol comprende las ciudades de Márjanets y Pokrov, y contaba con 235.000 habitantes en 2001. La evolución de la población de Níkopol entre 1939 y 2022 fue la siguiente:
| 21 282                                                        | 57 800 | 81 000 | 125 000 | 145 654 | 157 608 | 136 280 | 43 141 | 41 894 | 41 374 | 40 090 | 37 493 |
| (Fuente: Cities & Towns of Ukraine y UKRAINE: Größere Städte) |        |        |         |         |         |         |        |        |        |        |        |

Según el censo de 2001, el 75,27% de la población son ucranianos y el 22,05% son rusos. En cuanto al idioma, la lengua materna de la mayoría de los habitantes, el 56%, es el ucraniano; del 42,73%, el ruso.

## Economía
Entre los mayores fabricantes se incluye la antigua planta de tubos Níkopol, fundada en 1931, que ahora está dividida en plantas más pequeñas (por ejemplo, Centravis, Interpipe Niko Tube).

## Infraestructura

### Arquitectura, monumentos y lugares de interés
A pocos kilómetros al oeste de la ciudad está enterrado el atamán Iván Sirkó.

### Transporte
Hay estación de autobuses, estación de tren y puerto fluvial, que conectan la localidad con otras ciudades. El puerto fluvial de Níkopol facilita el transporte para la industria metalúrgica y los viajes.

## Cultura

### Deporte
La ciudad cuenta con dos equipos de fútbol: el FC Nikopol y el desaparecido FC Metalurh Níkopol.

## Personas ilustres
- Anatoliy Skorojod (1930-2011): matemático soviético ucraniano conocido por un amplio tratado sobre la teoría de procesos estocásticos.
- Gueorgui Shaiduko (1962-2023): deportista soviético ruso que compitió para la URSS en vela en la clase Soling.
- Pavló Yakovenko (1964): exfutbolista y actual entrenador ucraniano.
- Olena Antonova (1972): atleta ucraniana, especializada en la prueba de lanzamiento de disco en la que llegó a ser subcampeona olímpica en 2008.
- Roman Shchurenko (1976): atleta ucraniano retirado, especializado en la prueba de salto de longitud en la que llegó a ser medallista de bronce olímpico en 2000.

## Galería

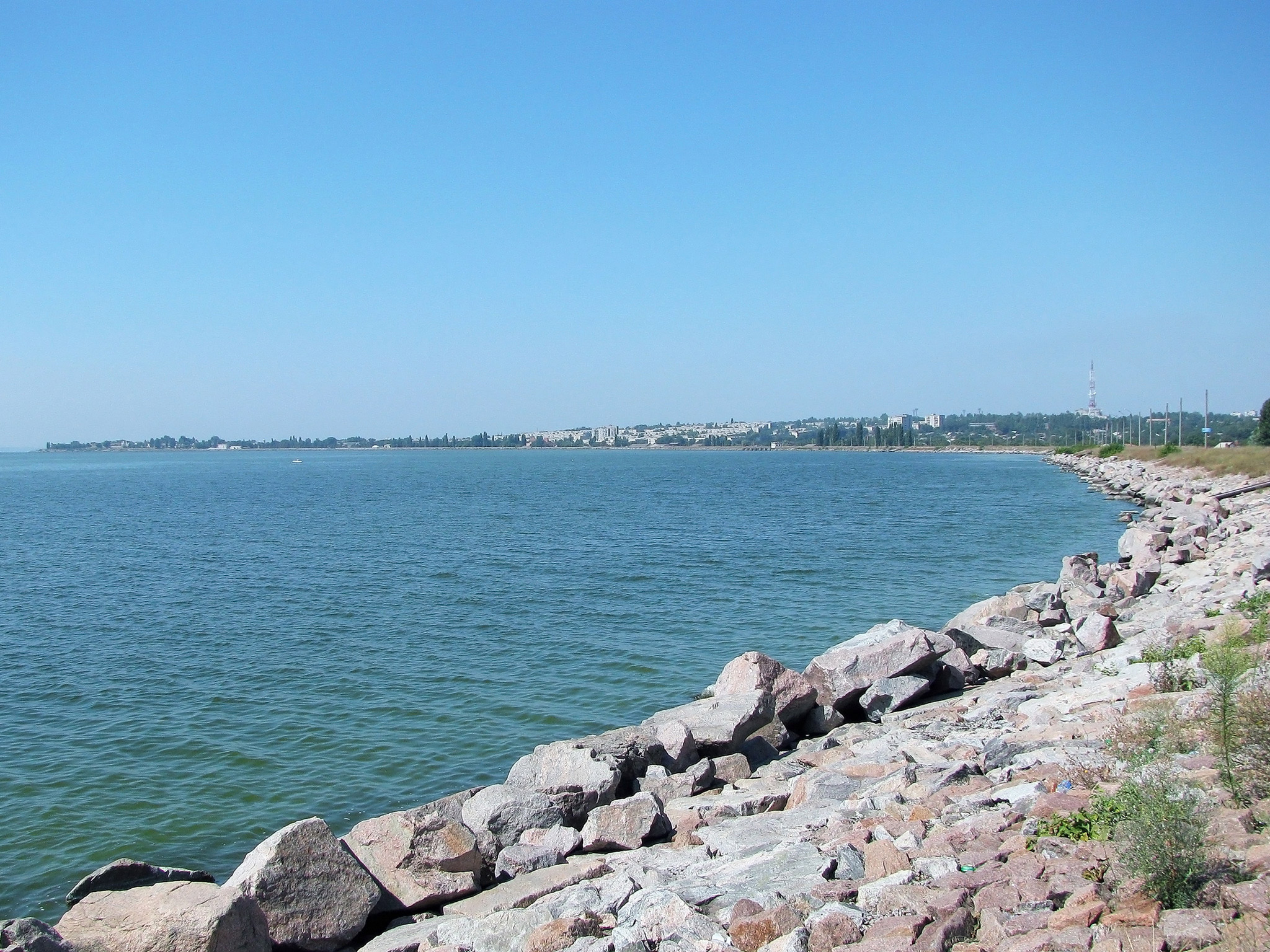
Rivera del río Dniéper
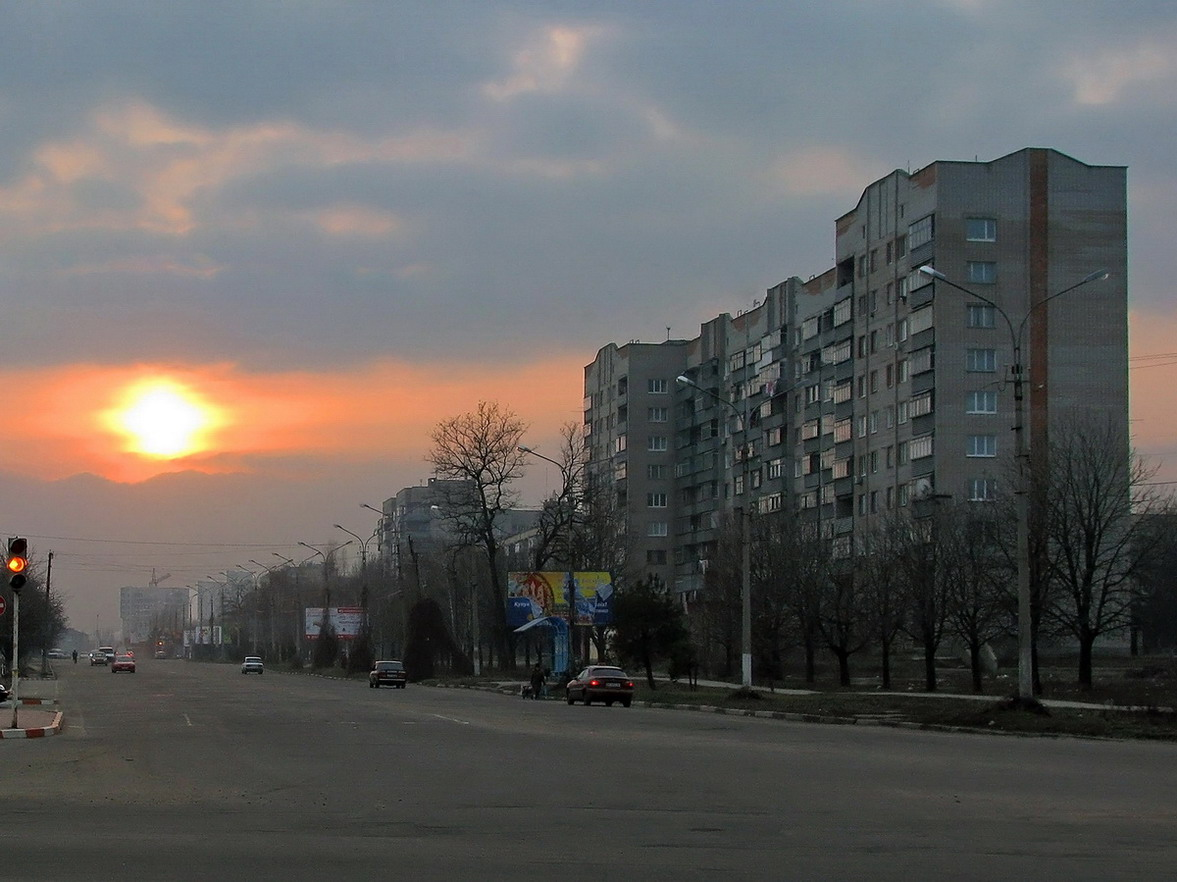
Bloque de pisos en Níkopol
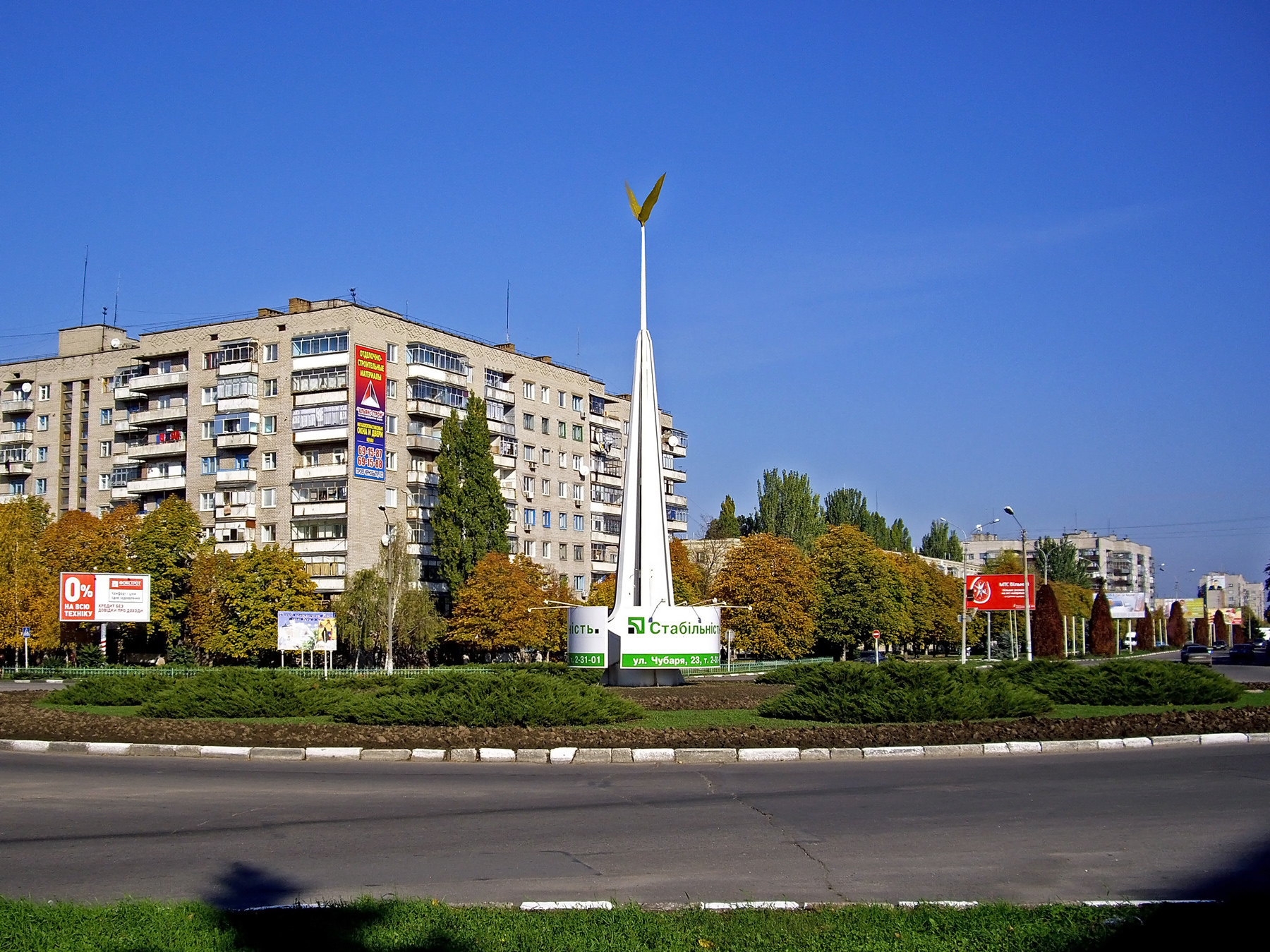
Monumento a la diosa Nike
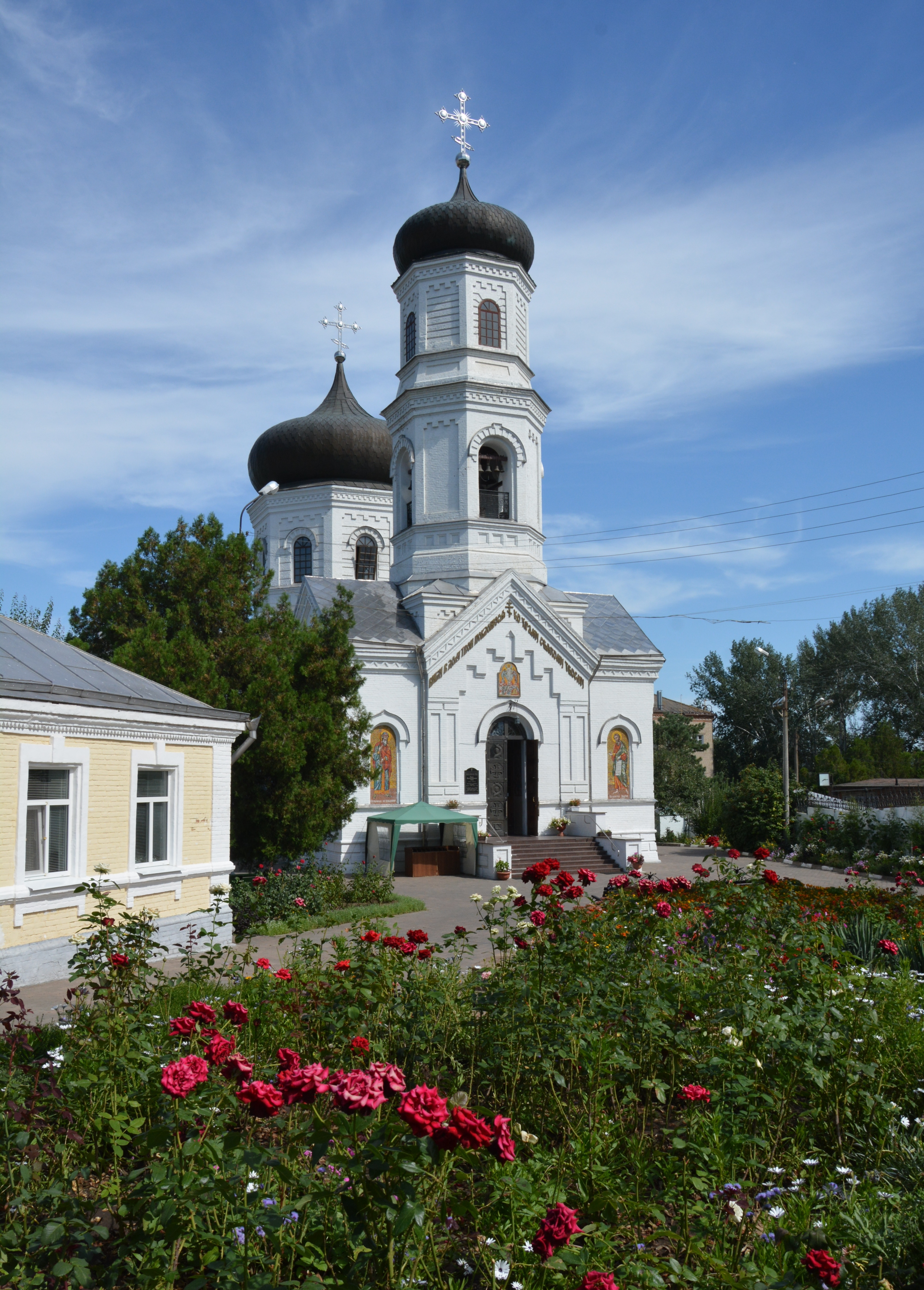
Iglesia de la Transfiguración de Níkopol

## Ciudades hermanadas
Níkopol está hermanada con las siguientes ciudades:
- Lloydminster, Canadá.
- Chiatura, Georgia.
- Zimnicea, Rumania.